# 沃尔弗斯海姆
沃尔弗斯海姆（德語：Wölfersheim）是德国黑森州的一个市镇。总面积43.15平方公里，总人口9759人，其中男性4848人，女性4911人（2011年12月31日），人口密度226人/平方公里。

## 友好城市
- 法國 杜河畔利勒